# 永野修都
永野 修都（ながの しゅうと、2006年4月15日 - ）は、東京都練馬区出身のサッカー選手。ポジションはディフェンダー、ミッドフィールダー。Jリーグ・ガイナーレ鳥取所属。

## 来歴
FC東京のU-18チーム在籍時の2024年5月に、トップチームに登録された。
6月12日、天皇杯2回戦・ヴィアティン三重戦に途中出場でデビューした。
7月に、2025年からのトップチーム昇格が内定した。
2025年1月、ガイナーレ鳥取へ育成型期限付き移籍。プロ1年目ながら副キャプテンに任命される。

## 所属クラブ
- 2014年 - 2018年 練馬FC

（2017年 - 2018年 FC東京サッカースクールアドバンスクラス小平コース）
- 2019年 - 2021年 FC東京U-15深川
- 2022年 - FC東京U-18
  - 2023年  FC東京（2種登録選手）
  - 2024年  FC東京（2種登録選手）
- 2025年 -  FC東京
  - 2025年 -  ガイナーレ鳥取（育成型期限付き移籍）

## 個人成績
| 国内大会個人成績 | 国内大会個人成績 | 国内大会個人成績 | 国内大会個人成績 | 国内大会個人成績             | 国内大会個人成績 | 国内大会個人成績 | 国内大会個人成績 | 国内大会個人成績 | 国内大会個人成績 | 国内大会個人成績 | 国内大会個人成績 |
| 年度             | クラブ           | 背番号           | リーグ           | リーグ戦                     | リーグ戦         | リーグ杯         | リーグ杯         | オープン杯       | オープン杯       | 期間通算         | 期間通算         |
| 年度             | クラブ           | 背番号           | リーグ           | 出場                         | 得点             | 出場             | 得点             | 出場             | 得点             | 出場             | 得点             |
| 日本             | 日本             | 日本             | 日本             | リーグ戦                     | リーグ戦         | リーグ杯         | リーグ杯         | 天皇杯           | 天皇杯           | 期間通算         | 期間通算         |
| ---------------- | ---------------- | ---------------- | ---------------- | ---------------------------- | ---------------- | ---------------- | ---------------- | ---------------- | ---------------- | ---------------- | ---------------- |
| 2024             | FC東京           | 53               | J1               | 0                            | 0                | 0                | 0                | 1                | 0                | 1                | 0                |
| 2025             | 鳥取             | 3                | J3               |                              |                  |                  |                  |                  |                  |                  |                  |
| 通算             | 日本             | 日本             | J1               | 0                            | 0                | 0                | 0                | 1                | 0                | 1                | 0                |
| 通算             | 日本             | 日本             | J3               | \|\|\|\|\|\|\|\|\|\|\|\|\|\| |                  |                  |                  |                  |                  |                  |                  |
| 総通算           | 総通算           | 総通算           | 総通算           | 0                            | 0                | 0                | 0                | 1                | 0                | 1                | 0                |

出場歴
- Jリーグ初出場 - 2025年2月16日 J3第1節 アスルクラロ沼津戦 (愛鷹広域公園多目的競技場)

## タイトル

### クラブ
FC東京U-15深川
- 2019年度関東ユース(U-13)サッカーリーグ1部B 優勝（2019年）

### 代表
- AFC U17アジアカップ（2023年）

## 代表歴
- U-16日本代表
  - ルーマニア遠征（2022年）
  - U-16インターナショナルドリームカップ（2022年）
  - ウズベキスタン遠征（2022年）
  - AFC U17アジアカップ・予選（2022年）
  - Cuadrangular Internacional U17（2022年）
- U-17日本代表
  - アルジェリア遠征（2023年）
  - AFC U17アジアカップ（2023年）
  - FIFA U-17ワールドカップ（2023年）
- U-18日本代表
  - IBARAKI Next Generation Cup(2023年)
  - SBSカップ 国際ユースサッカー（2024年）
- U-22日本代表
  - ウズベキスタン遠征(2025年)